# الجاهلي (بني سعد)

تعديل مصدري - تعديل

الجاهلي هي إحدى قرى عزلة الشويع بمديرية بني سعد التابعة لمحافظة المحويت، بلغ تعداد سكانها 56 نسمة حسب تعداد اليمن لعام 2004.